# Samoabates acutirostrum
Samoabates acutirostrum är en kvalsterart som beskrevs av Hammer 1973. Samoabates acutirostrum ingår i släktet Samoabates och familjen Scheloribatidae. Inga underarter finns listade i Catalogue of Life.